# Estadio Fiscal Antonio Ríspoli Díaz
El Estadio Fiscal Antonio Rispoli Díaz de Punta Arenas (Chile) es un recinto polideportivo al aire libre que cuenta con capacidad para recibir aproximadamente a 5000 personas. Cuenta con una tribuna techada y asientos preferenciales además de dos canchas anexas de futbolito de pasto sintético.
El Estadio Fiscal Antonio Rispoli Díaz es el principal recinto con el que cuenta el fútbol de Punta Arenas para su óptima práctica y es uno de los estadios más australes de Chile después de los de Puerto Williams y Porvenir.

## Historia
Punta Arenas tiene una larga tradición deportiva asociada a la herencia de las colonias extranjeras que se asentaron en la ciudad y promovieron deportes como el básquetbol, el fútbol y el boxeo. Debido a la necesidad de los deportistas locales de contar con un recinto moderno para la práctica del deporte, en 1960 se comenzó a discutir la posibilidad de construir un estadio. 
En 1962 se presentó una primera propuesta de estadio, y su construcción se inició en marzo de 1969, con un diseño de infraestructura a cargo del Ministerio de Obras Públicas. Sin embargo, tras el golpe de Estado de 1973, a fines de ese año, la construcción del estadio se detuvo porque el recinto comenzó a utilizarse como sitio de reclusión y tortura hasta diciembre de 1974. Después de este período, las obras se retomaron y el estadio fue finalmente inaugurado en 1976.
En el año 2023 el Consejo de Monumentos Nacionales aprobó la solicitud de declaratoria del Sitio de Memoria del Estadio Fiscal de Punta Arenas como Monumento Histórico.

## Proyecto de remodelación
El año 2018 fue presentado un proyecto para la total renovación del estadio con capacidad ampliada a 8000 espectadores y que sería el primer estadio completamente techado de Latinoamérica además de contar con camarines, baños públicos, accesos, estacionamientos y áreas verdes. El objetivo del proyecto era ser el primer paso para llevar el fútbol profesional hasta la zona austral de Chile abarcando desde Arica en el norte hasta Punta Arenas en el sur.